# Jogos Abertos do Interior de São Paulo de 2009
Os LXXIII Jogos Abertos do Interior foram a edição de 2009 dos Jogos Abertos do Interior, um evento multiesportivo realizado em São Caetano do Sul, estado de São Paulo, de 5 a 18 de outubro de 2009. Um total de 13 000 atletas competiram nos 27 esportes. A cidade de Santos deveria sediar a edição de 2009 mas, devido a alguns melhoramentos na área esportiva e a um bom entendimento entre a Secretaria do Esporte, Lazer e Juventude do Estado de São Paulo e as prefeituras dessas duas cidades, adiou para 2010. A sede passou então a São Caetano, que estava preparada para receber o evento.

## Tecnologia
Entre muitas novidades, a 73ª edição dos Jogos Abertos do Interior aboliu a impressão dos boletins diários de competições, proporcionando a partir desta iniciativa a economia de cerca de 100 mil folhas de papel que seriam gastas. Segundo Mauro Chekin, chefe do comitê organizador da competição "Os boletins serão eletrônicos, disponibilizados em pen drives para as delegações e também no site oficial da competição".